# Polýgyros (dème)
Le dème de Polýgyros (grec moderne : Δήμος Πολυγύρου) est un dème du district régional de Chalcidique,  dans la périphérie de Macédoine-Centrale en Grèce. Le dème actuel est issu de la fusion en 2011 entre les dèmes d'Anthemountas, d'Ormylia, de Polýgyros et de Zervochoria, devenus des districts municipaux.